# Schönhauser Allee
Schönhauser Allee – ulica w Berlinie, w Niemczech, w dzielnicy Prenzlauer Berg, okręgu administracyjnym Pankow.
Przy ulicy znajduje się stacja metra linii U2 Berlin Schönhauser Allee.